# جو جینگیی
جو جینگ‌یی (انگلیسی: Ju Jingyi؛ زادهٔ ۱۸ ژوئن ۱۹۹۴) خواننده، و هنرپیشه اهل چین است.